# Kanton Ardes
Der Kanton Ardes war von 1790 bis 2015 ein französischer Wahlkreis im Arrondissement Issoire, im Département Puy-de-Dôme und in der Region Auvergne-Rhône-Alpes.

## Geschichte
Der Kanton wurde am 4. März 1790 im Zuge der Einrichtung der Départements als Teil des damaligen Distrikts Issoire gegründet. Mit der Gründung der Arrondissements am 17. Februar 1800 wurde der Kanton als Teil des damaligen Arrondissements Issoire neu zugeschnitten.
Siehe auch: Geschichte des Departements Puy-de-Dôme und Geschichte Arrondissement Issoire

## Geografie
Der Kanton grenzte im Norden an den Kanton Champeix, im Nordosten an den Kanton Issoire, im Osten an den Kanton Saint-Germain-Lembron, im Südosten an den Kanton Blesle im Arrondissement Brioude im Département Haute-Loire, im Süden an die Kantone Massiac, Allanche und Condat im Arrondissement Saint-Flour im Département Cantal und im Westen an den Kanton Besse-et-Saint-Anastaise.

## Gemeinden
Der Kanton bestand aus 15 Gemeinden:
| Gemeinde                 | Einwohner Jahr | Fläche km² | Bevölkerungsdichte | Code INSEE | Postleitzahl |
| ------------------------ | -------------- | ---------- | ------------------ | ---------- | ------------ |
| Anzat-le-Luguet          | 184 (2013)     | –          | – Einw./km²        | 63006      | 63420        |
| Apchat                   | 170 (2013)     | –          | – Einw./km²        | 63007      | 63420        |
| Ardes                    | 520 (2013)     | –          | – Einw./km²        | 63009      | 63420        |
| Augnat                   | 146 (2013)     | –          | – Einw./km²        | 63017      | 63340        |
| La Chapelle-Marcousse    | 71 (2013)      | –          | – Einw./km²        | 63087      | 63420        |
| Chassagne                | 77 (2013)      | –          | – Einw./km²        | 63097      | 63320        |
| Dauzat-sur-Vodable       | 90 (2013)      | –          | – Einw./km²        | 63134      | 63340        |
| La Godivelle             | 17 (2013)      | –          | – Einw./km²        | 63169      | 63850        |
| Madriat                  | 126 (2013)     | –          | – Einw./km²        | 63202      | 63420        |
| Mazoires                 | 99 (2013)      | –          | – Einw./km²        | 63220      | 63420        |
| Rentières                | 111 (2013)     | –          | – Einw./km²        | 63299      | 63420        |
| Roche-Charles-la-Mayrand | 47 (2013)      | –          | – Einw./km²        | 63303      | 63420        |
| Saint-Alyre-ès-Montagne  | 145 (2013)     | –          | – Einw./km²        | 63313      | 63420        |
| Saint-Hérent             | 99 (2013)      | –          | – Einw./km²        | 63357      | 63340        |
| Ternant-les-Eaux         | 43 (2013)      | –          | – Einw./km²        | 63429      | 63340        |